# Oskar Launer
Oskar Launer (* 1843 in Schildberg/Provinz Posen; † 31. Dezember 1912 in Berlin) war ein deutscher Architekt und preußischer Baubeamter.

## Leben und Wirken
Oskar Launer, frühverwaister Sohn eines Arztes, besuchte nach dem Abitur am Gymnasium in Bromberg vom Herbst 1864 bis zum Dezember 1866 die Bauakademie in Berlin mit Bauführerabschluss. Nach praktischer Tätigkeit machte er Anfang 1873 das Baumeisterexamen und erhielt Anstellungen im Eisenbahnbau, u. a. bei der Berlin-Wetzlar-Eisenbahngesellschaft. Am 1. Juli 1880 wurde er Bauinspektor bei der Regierung in Köslin. Von 1884 bis 1889 war er beim Polizeipräsidium in Berlin zuständig für Charlottenburg.
Ende 1889 ging er zur Regierung nach Königsberg und war dort bis 1896 als Regierungs- und Baurat angestellt. In dieser Zeit entstanden der Neubau der Universität und die Gebäude der Generalkommission.
Von 1896 bis 1901 arbeitete er bei der Regierung in Koblenz und war dort Mitglied der Kommission für Denkmalpflege in der Rheinprovinz. Er war an den Wiederherstellungen historischer Bauten sowie an Neubauten von Kirchen, Regierungsgebäuden und kommunalen Gebäuden beteiligt.
1901 wurde er zum Oberbaurat befördert und war als Vortragenden Rat im Ministerium für öffentliche Arbeiten für das Ressort Bebauungspläne, Baupolizeiwesen, Polizeidienstgebäude und Theater zuständig. Es entstanden Polizeigebäude in Stettin (1902), Köln (1904–1907), Berlin-Charlottenburg (1906–1910, zusammen mit seinem Schwiegersohn Otto Kloeppel), Berlin-Mitte (1907–1909, zusammen mit Paul Graef), Aachen (1907–1910) Königsberg (1912/1924), Kassel und Danzig, Umbauten im Schauspielhaus (1905) und am Opernhaus in Berlin sowie an den Theatern in Kassel und Posen. Sein persönlicher Anteil an der Leitung, den Entwürfen und dem Bau der in seinen Zuständigkeitsbereichen errichteten Gebäude ist nicht genau zu quantifizieren. Um 1908 wurde er als Wirklicher Geheimer Oberbaurat in den Ruhestand versetzt. Auf einer Reise nach Dresden im Jahr 1911 wurde er todkrank und starb im darauffolgenden Jahr in Berlin. In den Jahren 1902 bis 1905 war er Vorstandsmitglied im Architektenverein.